# Безгромадянство
Безгромадя́нство — юридичний стан осіб, що не мають громадянства в будь-якій державі. 

## Статус
Найчастіше стан безгромадянства виникає внаслідок розходження законодавства різних країн про громадянство, а саме: для жінки при одруженні з іноземцем, коли вона не зберегла свого громадянства і не одержала громадянства чоловіка; для дітей, що народилися від осіб, які не мають громадянства. Стан безгромадянства виникає також внаслідок автоматичної втрати громадянства в силу закону або позбавлення громадянства на підставі судового вироку чи рішення вищих органів держ. влади. 

## В СРСР
В СРСР поняття безгромадянства встановлене законом 1938 р. «Про громадянство СРСР», ст. 8 якого говорить: «Особи, що проживають на території СРСР, які не є в силу цього Закону громадянами СРСР і не мають доказів своєї приналежності до іноземного громадянства, вважаються особами без громадянства». Особи, що не мають громадянства (апатриди, аполіди), не користуються виборчими й іншими правами, які надаються виключно громадянам держави, а також правами і пільгами, що надаються іноземцям згідно з міжнародними угодами. Апатриди підлягають законам країни, в якій вони перебувають. Урегулювання питання про безгромадянство після Другої світової війни ускладнюється позицією правлячих кіл деяких імперіалістичних держав, які намагаються підвести під поняття Б. переміщених осіб. У вересні 1954 була підписана розроблена Комісією міжнародного права ООН конвенція про стан осіб без громадянства. У лютому 1957 підписано спрямовану на зменшення деяких випадків безгромадянства «Конвенцію про громадянство одружених жінок», яку УРСР ратифікувала 25 вересня 1958.